# Jarkko Tontti
Jarkko Olavi Tontti, född 9 december 1971 i Tammerfors, är en finländsk författare, poet och jurist. Han debuterade 2006 med diktsamlingen Vuosikirja för vilken han belönades med Kalevi Jäntti-priset. Tontti var mellan 2011 och 2014 ordförande i Finska PEN.

## Priser
- 2006 – Kalevi Jäntti-priset
- 2013 – Lasten LukuVarkaus litteraturpris